# Dichorisandra micans
Dichorisandra micans är en himmelsblomsväxtart som beskrevs av Charles Baron Clarke. Dichorisandra micans ingår i släktet Dichorisandra och familjen himmelsblomsväxter. Inga underarter finns listade.